# دژ شیخ مکان
دژ شیخ مکان در داخل تنگه شیخ مکان در فاصله ۸ کیلومتری شرق دره شهر ایلام، واقع شده‌است. در قسمت غربی تنگه آثاری از یک دژ با نمایی جالب در دل کوه به چشم م یخورد که از لحاظ مصالح و سبک معماری به دوره ساسانی برمی‌گردد. این دژ مستحکم از سمت غربی به دیواره کوه تکیه زده و دیواره شرقی آن با سنگ و گچ تا بالاتر از سطح بام قلعه بنا شده‌است. دیوار دژ دارای چند کنگره و ترکش و دژ دیده‌بانی می‌باشد و برای تنگه و دیواره محافظ خوبی به‌شمار می‌آید. ارتفاع دیوار دژ از بلندترین نقطه ۵/۱۴ متر است. دژ چهار اتاق و تنها یک در ورودی از ضلع شمالی دارد. از پشت بام دژ ۱۷ پله از کوه کنده شده که به انتهای جنوبی دیوار شرق و محل دیده‌بانی منتهی می‌شود. این دریچه دیده‌بانی دایره‌ای شکل است و از آنجا معبر و تنگه به خوبی قابل مشاهده‌است. مصالح اصلی دژ قلوه سنگ و گچ می‌باشد که در انتهای دیواره دژ (به قطر ۳۵/۱ سانتی‌متر) با اندودی از گچ پوشیده شده‌است (حبیب‌الله محمودیان ۱۳۸۳).